# 東海大学実習農牧場

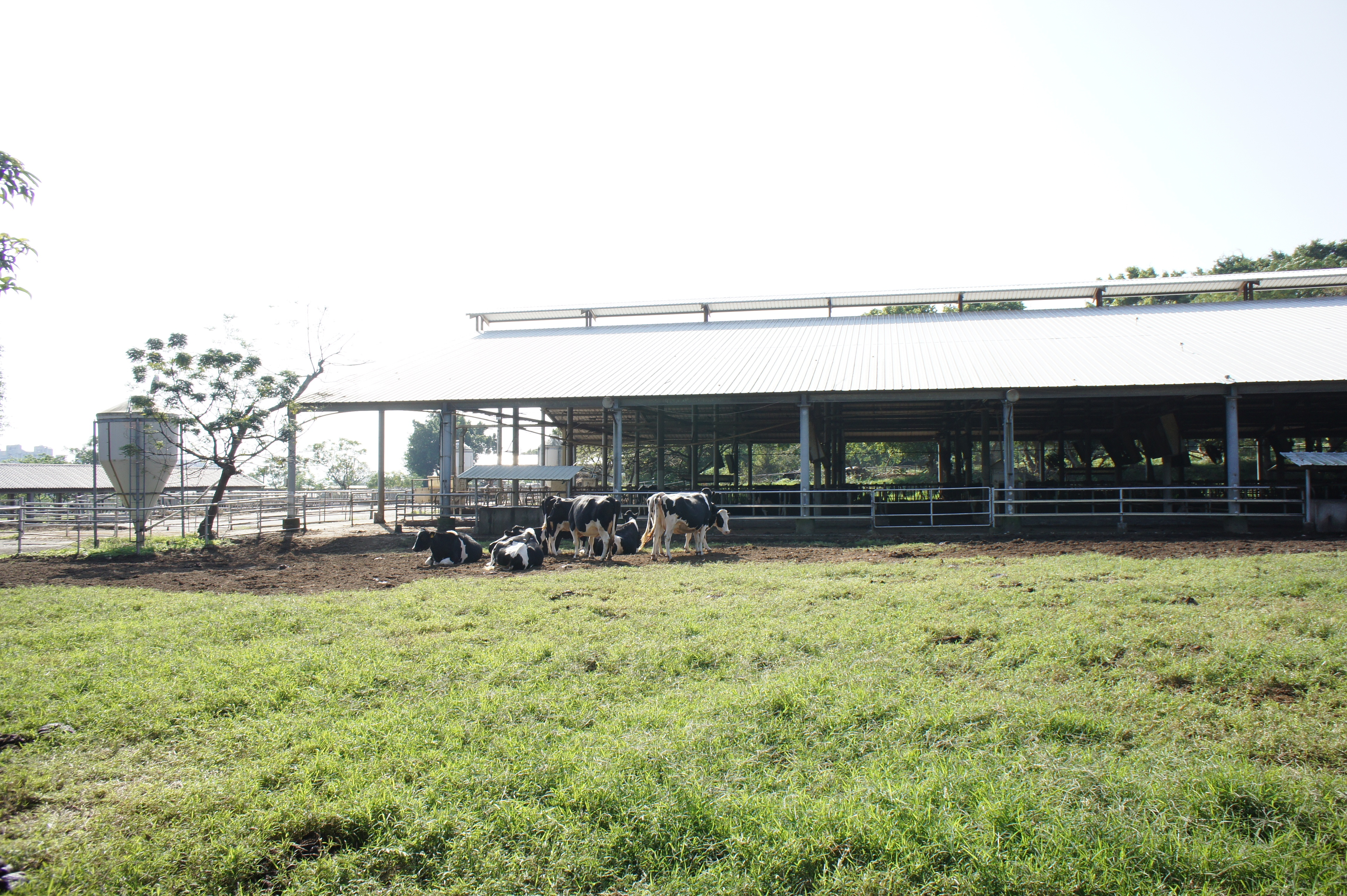
東海大学実習農牧場

東海大学実習農牧場（繁体字中国語: 東海大學實習農牧場、英語: Tunghai University Experimental Farm）は、東海大学畜産バイオテクノロジー学科が所有する実習用の農牧場。東海大学のキャンパス内にあり、面積は約50ヘクタール。畜産学の研究や学生の実習訓練の場となっている。中部地区で最大規模の農場であり、東海大学の注目スポットの一つでもある。乳製品の加工工場を併設し、新鮮な乳製品も販売している。

## 沿革
- 1975年、乳牛および肉牛の飼育と、牧草の耕作を開始。教育部は畜牧学科の設立と実習農牧場の設置を認可した。
- 1980年、手作業による乳製品の包装生産を開始。学内全体への供給が行われた。
- 1982年、牛乳の加工工場が完成し、長期保管が可能なガラス瓶での生産を開始。大学名をとって『東海大学保久乳』と命名された。主に学生や教職員向けに販売された。
- 1984年、ポリエチレン製ボトルでの生乳製造を開始。台湾土地銀行営業所によるOEM生産で『土地銀行鮮乳』として販売された。
- 1985年、芳苑酪農専業区が設置され、生乳の契約農場となった。「経済部工廠登記証」および「営利事業登記証」のライセンスを取得し、乳製品に関する正式な営業証を取得した全国唯一の大学となった。
- 1986年、台湾区乳品工業同業公会に加入し、乳品公会の甲級会員となった。
- 1987年、台中市工業会に加入し、台中市工業会会員となった。
- 1989年、第二工場が完成。ポリエチレン製ボトル入り牛乳、紙パック入り牛乳、アイスクリーム、アイスキャンディー、加糖練乳を生産し、2%低脂肪生乳の販売で業界首位となった。
- 1991年、ポリエチレン製ボトル入り牛乳の生産ラインを更新し、設備の自動化が行われた。
- 1999年、第一工場が食品適正製造基準工場認可証を正式取得。
- 2007年、児童向け新保健食品「三加一」をリリース。アイスキャンディー、鮮果、野菜、アイスクリームなどが発売された。[1]

## 歴代場長
| 代 | 氏名   | 任期          | 前職 | 後職 | 備考 |
| -- | ------ | ------------- | ---- | ---- | ---- |
| 1  | 黄柏壽 | 1975年-1980年 |      |      |      |
| 2  | 施宗雄 | 1980年-1993年 |      |      |      |
| 3  | 徐武軍 | 1993年-1993年 |      |      |      |
| 4  | 周継発 | 1993年-1995年 |      |      |      |
| 5  | 呉勇初 | 1995年-2000年 |      |      |      |
| 6  | 楊錫坤 | 2000年-2004年 |      |      |      |
| 7  | 洪連欉 | 2004年-2005年 |      |      |      |
| 8  | 陳盈豪 | 2005年-現任   |      |      |      |

## 飼育している動物
乳牛、鹿、鶏、猪、駝鳥、その他の家禽等。

## 東海乳品小棧

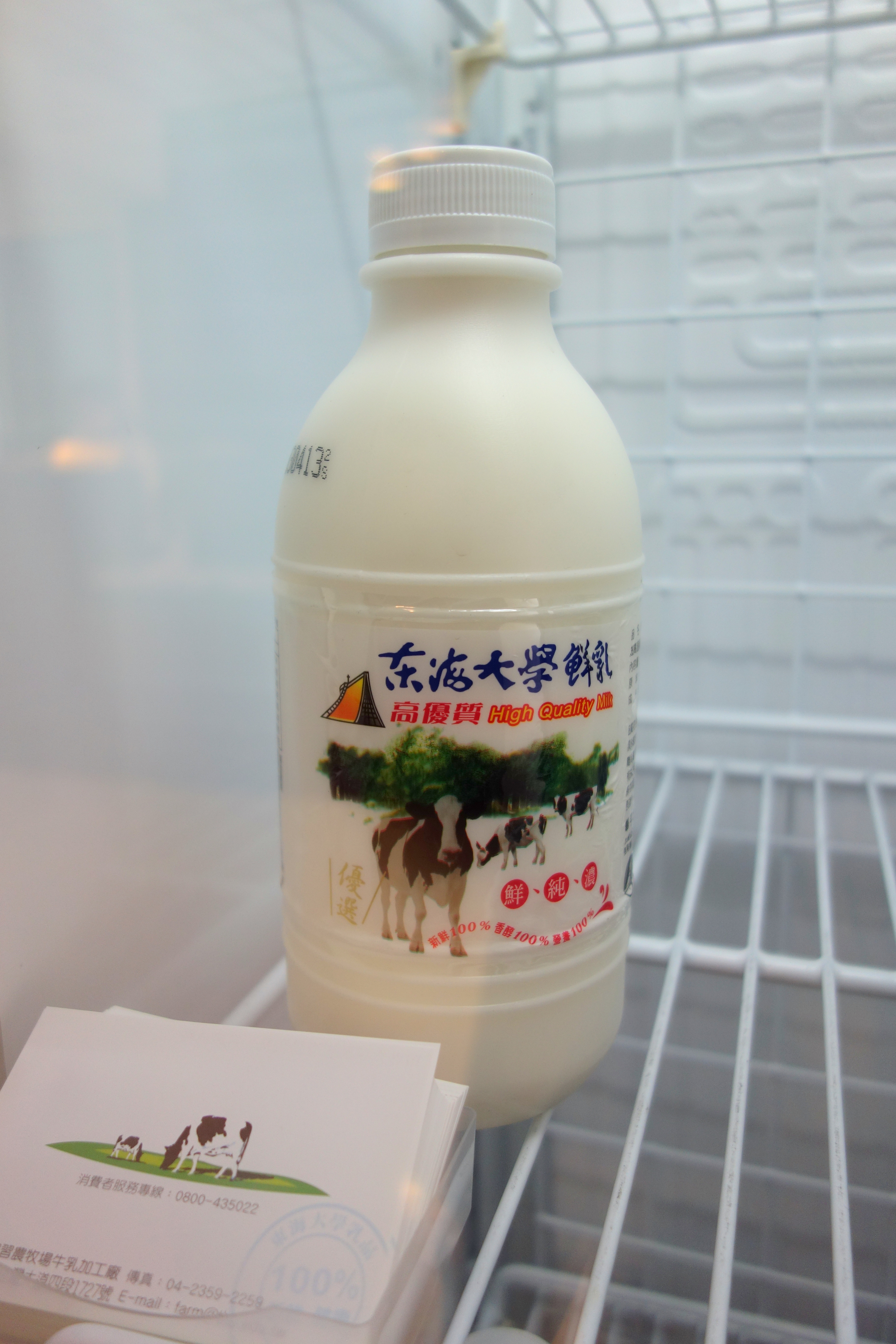
東海大學鮮乳

東海大学の力行路と東海北路に位置する。東海大学の「乳品加工廠」で生産されたボトル入り牛乳、紙パック牛乳、ヨーグルト、クランベリー発酵乳、アイスキャンディー、アイスクリーム、饅頭等を販売している。

## 近隣施設
- 東海湖
- 音美系館
- 木棉道
- 牧場大草原
- 路思義教堂